# Olympische Sommerspiele 1988/Teilnehmer (Tunesien)
| Gelbes Symbol für Goldmedaillen mit stilisierten Olympischen Ringen | Graues Symbol für Silbermedaillen mit stilisierten Olympischen Ringen | Braundes Symbol für Bronzemedaillen mit stilisierten Olympischen Ringen |
| ------------------------------------------------------------------- | --------------------------------------------------------------------- | ----------------------------------------------------------------------- |
| —                                                                   | —                                                                     | —                                                                       |

Tunesien nahm an den Olympischen Sommerspielen 1988 in Seoul, Südkorea, mit einer Delegation von 41 Sportlern (39 Männer und zwei Frauen) teil.

## Teilnehmer nach Sportarten

### Fußball
- Herrenteam
9. Platz

- Kader
Haithem Abid
Modher Baouab
Ali Ben Neji
Khaled Ben Yahia
Noureddine Bousnina
Abderrazak Chahat
Mohamed Al-Naceur Chouchane
Tarak Dhiab
Slaheddine Fessi
Jameleddine Limam
Nabil Maaloul
Taoufik Mehedhebi
Hachemi El-Ouachi
Imad Mizouri
Mourad Ranene
Lotfi Rouissi
Adel Smirani
Kais Yacoubi
Mohamed Ali Mahjoubi

### Leichtathletik
- Mahmoud El-Kalboussi
1500 Meter: Vorläufe

- Fethi Baccouche
3000 Meter Hindernis: Halbfinale

### Ringen
- Mehdi Chaambi
Bantamgewicht, griechisch-römisch: Gruppenphase

- Habib Lakhal
Federgewicht, griechisch-römisch: Gruppenphase

- Mourad Zelfani
Bantamgewicht, Freistil: Gruppenphase

### Schwimmen
- Senda Gharbi
Frauen, 50 Meter Freistil: 29. Platz
Frauen, 100 Meter Freistil: 33. Platz
Frauen, 200 Meter Freistil: 30. Platz
Frauen, 400 Meter Freistil: 30. Platz

### Tischtennis
- Lotfi Joudi
Einzel: 57. Platz

- Mourad Sta
Einzel: 57. Platz
Doppel: 29. Platz

- Sofiane Ben Letaief
Doppel: 29. Platz

- Feiza Ben Aïssa
Frauen, Einzel: 41. Platz

### Volleyball
- Herrenteam
12. Platz

- Kader
Abdel Aziz Ben Abdallah
Abderrazak Ben Massaoud
Faycal Ben Amara
Hichem Ben Amira
Fethi Ghariani
Hedi Bousarsar
Lotfi Ben Slimane
Mohamed Sarsar
Mourad Tebourski
Msaddak Lahmar
Rashid Bousarsar
Raouf Chenoufi